# Everton Stadium
Everton Stadium(denominado actualmente como Hill Dickinson Stadium por motivos de patrocinio) es un estadio de fútbol ubicado en Bramley-Moore Dock, en el barrio de Vauxhall en Liverpool, que se convertirá en el estadio del Everton antes de la temporada 2025-26, en sustitución del histórico Goodison Park  y es propiedad del Everton Football Club, club perteneciente a la Premier League.
Bramley-Moore es un antiguo muelle comercial y se prevé que el nuevo estadio se convierta en el corazón de un nuevo desarrollo de uso mixto en la zona, que incluiría tiendas, viviendas gimnasio y otros espacios tras su inauguración, se convirtió en el octavo más grande de Inglaterra y el undécimo de Gran Bretaña. El estadio también albergará la Eurocopa 2028. 

## Planificación
El Everton jugó por primera vez en Goodison Park en 1892 y sus instalaciones han ido actualizándose gradualmente desde su construcción, siendo el desarrollo más reciente la apertura de una nueva tribuna en agosto de 1994, que le ha dado una capacidad para todos los asientos de más de 40 000 espectadores, pero en última instancia está limitado por sus métodos de construcción y su ubicación. En 2007, el entonces director general Keith Wyness reveló que el club se había gastado 500 000 libras en reparaciones sólo para mantener la estructura de acero del campo a la altura, y que dentro de diez años existía una seria posibilidad de que no pasara las inspecciones de seguridad.
El Informe Taylor de 1990 exigía que todos los estadios de la Premier League fueran de asiento, lo que redujo drásticamente la capacidad de Goodison Park, que había alcanzado un máximo de 78 000 espectadores, a poco más de 40 000, y luego a su capacidad actual de 39 414. Esta capacidad es inferior a la del cercano Anfield, que tiene planes de ampliación a 62 000, pero sigue siendo mucho menor que la de Old Trafford y otros estadios.
La posibilidad de trasladarse a un nuevo estadio se mencionó por primera vez en 1996, cuando el entonces presidente Peter Johnson anunció planes para trasladar el Everton de Goodison Park a un nuevo estadio de 60 000 plazas en un lugar diferente. En 2001, se identificó un emplazamiento en King's Dock para un nuevo estadio de 55 000 plazas, cuya finalización estaba prevista para 2005, pero estos planes se abandonaron debido a las dificultades de financiación.
En junio de 2006, el Everton entabló conversaciones con el Consejo de Knowsley y Tesco sobre la posibilidad de construir un nuevo estadio de 55 000 localidades, ampliable a más de 60 000, en Kirkby. El club tomó la inusual medida de dar a sus seguidores la posibilidad de opinar sobre el futuro del club, celebrando una votación sobre la propuesta, cuyos resultados fueron favorables, con un 59% frente a un 41%. Entre los opositores al plan se encontraban otros ayuntamientos locales preocupados por el efecto de la construcción de una gran tienda Tesco como parte del desarrollo y un grupo de aficionados que exigían que el Everton permaneciera dentro de los límites de la ciudad de Liverpool. Tras una investigación pública sobre el proyecto, el gobierno central rechazó la propuesta. Los políticos locales y regionales intentaron elaborar un plan de rescate modificado y el Ayuntamiento de Liverpool convocó una reunión con el Everton F. C. El plan consistía en evaluar algunos emplazamientos adecuados preseleccionados dentro de los límites de la ciudad, pero el plan modificado tampoco tuvo éxito.
En la reunión del Comité Selecto de Regeneración y Transporte del Ayuntamiento de Liverpool, celebrada el 10 de febrero de 2011, se presentó una propuesta para abrir el ramal de Bootle utilizando "el Liverpool Football Club y el Everton Football Club como prioridades, como facilitadores económicos del proyecto". Esta propuesta situaría a ambos clubes de fútbol en una línea de Merseyrail de tránsito rápido que rodearía la ciudad y facilitaría el acceso al transporte. En septiembre de 2014, el club, en colaboración con el Ayuntamiento de Liverpool y Liverpool Mutual Homes, esbozó los planes iniciales para construir un nuevo estadio en Walton Hall Park.
Sin embargo, esos planes se desecharon posteriormente en mayo de 2016 con la perspectiva de que se identificaran dos nuevos emplazamientos para el club. En la Junta General Anual de enero de 2017, el presidente, Bill Kenwright, reveló que Bramley-Moore Dock era el lugar preferido para el nuevo estadio, con una nueva estación de ferrocarril y una nueva carretera financiada por el ayuntamiento, lo que estaba supeditado a la creación de una entidad de propósito especial con el consistorio de Liverpool, que actuaría como garante de los cientos de millones en préstamos comerciales que el club planeaba utilizar para financiar la construcción.
La elección del emplazamiento de Bramley-Moore Dock fue respaldada en un ejercicio de consulta pública realizado en 2018, pero se encontró con duras críticas de la UNESCO, que posteriormente retiró a Liverpool de los lugares declarados Patrimonio de la Humanidad. El arquitecto Dan Meis fue el encargado de diseñar el nuevo estadio, seguido de una segunda fase de consulta, denominada "The People's Project".
En noviembre de 2017, el club acordó un contrato de arrendamiento con Peel Holdings de 200 años de duración, y en 2018 reveló sus planes para un estadio de 52 000 asientos, que podría ampliarse a 62 000 en el futuro, si la demanda lo permitiera.

## Financiación
El 23 de marzo de 2017, se anunció que se había acordado un acuerdo entre el Ayuntamiento de Liverpool, el Everton F. C. y Peel Holdings para adquirir el muelle para un nuevo estadio de fútbol.
El 31 de marzo de 2017, el Ayuntamiento de Liverpool votó a favor de la creación de una sociedad de propósito especial. La empresa se propuso con asegurar los fondos para el estadio. Los prestamistas adquirirían un contrato de arrendamiento del terreno por 200 años a Peel, los propietarios del terreno, y arrendarían el estadio a la SPV, que a su vez subarrendaría al Everton por 40 años.
El modelo de financiación actual propuesto ante el Consejo de la Ciudad de Liverpool (revelado en la Junta General de Accionistas del Everton el 9 de enero de 2018) sería un acuerdo que vería al consejo pedir prestados 280 millones de libras a tipos de interés ultra bajos del gobierno, y luego pasar ese préstamo al club con un beneficio para la ciudad de alrededor de 7 millones de libras al año durante 25 años. Los costos para el nuevo estadio que ahora escalan a un estimado de 500 millones de libras, significaría que el club todavía requeriría encontrar los 220 millones de libras restantes. En junio de 2018, la financiación del consejo aún no estaba en marcha y el alcalde Anderson planteó dudas sobre si se acordaría este modelo de financiación.
En julio de 2019, se informó de que el club tenía opciones para financiar el desarrollo tanto del sector privado como del público, lo que podría incluir la venta de los derechos de denominación a un patrocinador.
En enero de 2020, se anunció que el Everton había acordado un acuerdo de naming right por valor de 30 millones de libras con USM, que ya patrocina el campo de entrenamiento del Everton, Finch Farm.
El club anunció además que contaría con la ayuda de los principales bancos internacionales JP Morgan Chase y MUFG para ayudar a asegurar la financiación del nuevo estadio.
En marzo de 2022, el Everton anunció que ya no recibiría un préstamo del Ayuntamiento de Liverpool y que había adquirido una financiación alternativa.

## Características propuestas
El estadio propuesto está previsto que se ubique detrás de esta torre hidráulica en Bramley-Moore Dock. La torre se mantendrá como elemento característico. Cuenta con un diseño en forma de cuenco con una capacidad propuesta de 52 000 personas y construido con acero y cristal, y el actual muelle se rellenará con arena recuperada del río Mersey.
Al igual que el Tottenham Hotspur Stadium, se pretende que haya una grada de 13 000 plazas que, al parecer, está inspirada en el "Muro Amarillo" del Westfalenstadion, el estadio del Borussia Dortmund.

## Pérdida de la condición de Patrimonio Mundial de la UNESCO de la Ciudad Marítima Mercantil de Liverpool
Bramley-Moore Dock estaba dentro de la Ciudad Marítima Mercantil de Liverpool, considerada Patrimonio de la Humanidad de la UNESCO, y tiene una serie de bienes patrimoniales que están en riesgo o en mal estado, que el Everton F. C. declaró que serán reparados y mantenidos.
A pesar de ello, en 2021, la UNESCO recomendó que la ciudad perdiera su estatus, siendo el desarrollo en Bramley-Moore Dock una de las razones, junto con el desarrollo de larga data del frente marítimo y el proyecto más amplio de Liverpool Waters. El organismo del patrimonio dijo que el estadio "tendría un impacto adverso importante completamente inaceptable en la autenticidad, la integridad y el valor universal excepcional del Sitio del Patrimonio Mundial". La revocación del estatus de patrimonio mundial se confirmó en julio de 2021.